# Várnai Lajos (labdarúgó)
Várnai Lajos, Vnuk (Újpest, 1924. január 1. – Melbourne, 2009. március 26.) labdarúgó, csatár.

## Pályafutása

### Klubcsapatban
1945 és 1954 között 186 bajnoki mérkőzésen szerepelt az Újpest csapatában és 102 gólt szerzett. Háromszoros magyar bajnok a csapattal.

### A válogatottban
Egyszeres B-válogatott (1946), egyszeres Budapest válogatott (1947).

## Sikerei, díjai
- Magyar bajnokság
  - bajnok: 1945-tavasz, 1945–46, 1946–47
  - 3.: 1950-ősz, 1951, 1952
- A Magyar Népköztársaság kiváló sportolója (1951)[2]